# Белорусские клубы в еврокубках
В данном списке представлены все результаты выступлений футбольных клубов Беларуси в турнирах под эгидой УЕФА:
- Кубок европейских чемпионов / Лига Чемпионов УЕФА
- Кубок УЕФА / Лига Европы УЕФА
- Лига Конференций УЕФА
- Кубок обладателей кубков УЕФА
- Кубок Интертото

Наивысшие достижения страны в еврокубках принадлежат клубу Динамо (Минск) 80-х годов:
- 1/4 финала Кубока чемпионов в сезоне 1983/84
- 1/4 финала Кубка УЕФА в сезоне 1984/85
- 1/4 финала Кубока обладателей кубков в сезоне 1987/88

До сезона 1993/94 регулярность выступлений была небольшая в силу того, что белорусские клубы выступали в советских турнирах, где конкуренция была чрезмерно высока. Наивысшими достижениями клубов независимой Беларуси являются 1/16 финала некоторых турниров.

## Список клубов, выступавших в еврокубках
| Клуб           | Выступлений (сезонов) | Лига Чемпионов                                    | Лига Европы | Лига Конференций     | Кубок Кубков | Кубок Интертото      |
| -------------- | --------------------- | ------------------------------------------------- | --- | -------------------- | ------------ | -------------------- |
| Динамо (Минск) | 30                    | 4 (1983/84, 1993/94, 1998/99, 2005/06)            | 21 (1984/85, 1986/87, 1988/89, 1994/95 — 1997/98, 2002/03, 2003/04, 2006/07, 2007/08, 2009/10, 2010/11, 2013/14 — 2020/21) | 2 (2022/23, 2023/24) | 1 (1987/88)  | 2 (2001, 2004)       |
| БАТЭ           | 25                    | 16 (2000/01, 2003/04, 2007/08 — 2019/20, 2023/24) | 14 (1999/00, 2001/02, 2004/05 — 2006/07, 2007/08, 2009/10, 2010/11, 2012/13, 2016/17 — 2019/20, 2020/21)                   | 2 (2021/22, 2022/23) | —            | 1 (2002)             |
| Шахтёр         | 18                    | 3 (2006/07, 2021/22, 2022/23)                     | 12 (2001/02, 2004/05, 2011/12 — 2020/21)                                                                                   | 2 (2021/22, 2022/23) | —            | 3 (2003, 2007, 2008) |
| Гомель         | 8                     | 1 (2004/05)                                       | 5 (2000/01, 2002/03, 2008/09, 2011/12, 2012/13)                                                                            | 1 (2022/23)          | —            | 1 (1999)             |
| Днепр          | 5                     | 1 (1999/00)                                       | 1 (2010/11) | —                    | —            | 3 (1995, 1998, 2000) |
| Белшина        | 5                     | 1 (2002/03)                                       | 3 (1998/99, 1999/00, 2001/02)                                                                                              | —                    | 1 (1997/98)  | —                    |
| Динамо (Брест) | 5                     | 1 (2020/21)                                       | 4 (2007/08, 2017/18, 2018/19, 2020/21)                                                                                     | 1 (2021/22)          | —            | —                    |
| Славия         | 4                     | 2 (1997/98, 2001/02)                              | 2 (1997/98, 2000/01) | —                    | 1 (1996/97)  | —                    |
| Неман          | 6                     | —                                                 | 2 (2003/04, 2014/15) | 1 (2023/24)          | 1 (1993/94)  | 1 (2005)             |
| Партизан       | 4                     | —                                                 | 3 (2005/06, 2008/09, 2009/10)                                                                                              | —                    | —            | 1 (2006)             |
| Торпедо-БелАЗ  | 5                     | —                                                 | 3 (2010/11, 2015/16, 2016/17)                                                                                              | 2 (2021/22, 2023/24) | —            | —                    |
| Витебск        | 3                     | —                                                 | 1 (2019/20) | —                    | 1 (1998/99)  | 1 (1999)             |
| Динамо-93      | 3                     | —                                                 | 1 (1996/97) | —                    | 1 (1995/96)  | 1 (1997/98)          |
| Минск          | 2                     | —                                                 | 2 (2011/12, 2013/14) | —                    | —            | —                    |
| Нафтан         | 2                     | —                                                 | 2 (2009/10, 2012/13) | —                    | —            | —                    |
| Фандок         | 1                     | —                                                 | — | —                    | 1 (1994/95)  | —                    |
| Атака          | 1                     | —                                                 | — | —                    | —            | 1 (1996)             |

Жирным обозначается в какой еврокубок изначально квалифицировался клуб в данном сезоне
Курсивом обозначается сезон, где продолжил выступление клуб, после вылета в текущем сезоне из еврокубка рангом выше

## 1980-е

### Сезон 1983/84
| Турнир                      | Раунд      | Соперник          | Дома | В гостях | Итог |
| --------------------------- | ---------- | ----------------- | ---- | -------- | ---- |
| Кубок европейских чемпионов | 1 раунд    | Грассхопперс      | 1:0  | 2:2      | 3:2  |
| Кубок европейских чемпионов | 2 раунд    | Раба ЭТО          | 3:1  | 6:3      | 9:4  |
| Кубок европейских чемпионов | 1/4 финала | Динамо (Бухарест) | 1:1  | 0:1      | 1:2  |

### Сезон 1984/85
| Турнир     | Раунд      | Соперник            | Дома | В гостях | Итог           |
| ---------- | ---------- | ------------------- | ---- | -------- | -------------- |
| Кубок УЕФА | 1 раунд    | ХИК                 | 4:0  | 6:0      | 10:0           |
| Кубок УЕФА | 2 раунд    | Спортинг (Лиссабон) | 2:0  | 0:2      | 2:2 (5:3 пен.) |
| Кубок УЕФА | 3 раунд    | Видзев              | 0:1  | 2:0      | 2:1            |
| Кубок УЕФА | 1/4 финала | Железничар          | 1:1  | 0:2      | 1:3            |

### Сезон 1986/87
| Турнир     | Раунд   | Соперник | Дома | В гостях | Итог |
| ---------- | ------- | -------- | ---- | -------- | ---- |
| Кубок УЕФА | 1 раунд | Дьёр     | 2:4  | 1:0      | 3:4  |

### Сезон 1987/88
| Турнир       | Раунд      | Соперник       | Дома | В гостях | Итог    |
| ------------ | ---------- | -------------- | ---- | -------- | ------- |
| Кубок Кубков | 1 раунд    | Генчлерберлиги | 2:0  | 2:1      | 4:1     |
| Кубок Кубков | 2 раунд    | Реал Сосьедад  | 0:0  | 1:1      | 1:1(гв) |
| Кубок Кубков | 1/4 финала | Мехелен        | 1:1  | 0:1      | 1:2     |

### Сезон 1988/89
| Турнир     | Раунд   | Соперник            | Дома | В гостях | Итог |
| ---------- | ------- | ------------------- | ---- | -------- | ---- |
| Кубок УЕФА | 1 раунд | Тракия              | 0:0  | 2:1      | 2:1  |
| Кубок УЕФА | 2 раунд | Виктория (Бухарест) | 2:1  | 0:1      | 2:2  |

## 1990-е

### Сезон 1993/94
| Турнир              | Раунд   | Соперник | Дома | В гостях | Итог |
| ------------------- | ------- | -------- | ---- | -------- | ---- |
| Лига Чемпионов УЕФА | 1 раунд | Вердер   | 1:1  | 2:5      | 3:6  |

| Турнир       | Раунд   | Соперник | Дома | В гостях | Итог |
| ------------ | ------- | -------- | ---- | -------- | ---- |
| Кубок Кубков | 1 раунд | Лугано   | 2:1  | 0:5      | 2:6  |

### Сезон 1994/95
| Турнир     | Раунд        | Соперник   | Дома | В гостях | Итог |
| ---------- | ------------ | ---------- | ---- | -------- | ---- |
| Кубок УЕФА | Предв. раунд | Хибернианс | 3:1  | 3:4 (дв) | 6:5  |
| Кубок УЕФА | 1 раунд      | Лацио      | 0:0  | 1:4      | 1:4  |

| Турнир       | Раунд        | Соперник | Дома | В гостях | Итог    |
| ------------ | ------------ | -------- | ---- | -------- | ------- |
| Кубок Кубков | Предв. раунд | Тирана   | 4:1  | 0:3      | 4:4(гв) |

### Сезон 1995/96
| Турнир     | Раунд        | Соперник               | Дома | В гостях | Итог      |
| ---------- | ------------ | ---------------------- | ---- | -------- | --------- |
| Кубок УЕФА | Предв. раунд | Университатя (Крайова) | 0:0  | 0:0      | 0:0(3:1п) |
| Кубок УЕФА | 1 раунд      | Аустрия (Вена)         | 1:0  | 2:1      | 3:1       |
| Кубок УЕФА | 2 раунд      | Вердер                 | 2:1  | 0:5      | 2:6       |

| Турнир       | Раунд        | Соперник | Дома | В гостях | Итог |
| ------------ | ------------ | -------- | ---- | -------- | ---- |
| Кубок Кубков | Предв. раунд | Мёльде   | 1:1  | 1:2      | 2:3  |

| Турнир          | Раунд    | Соперник | Дома | В гостях |
| --------------- | -------- | -------- | ---- | -------- |
| Кубок Интертото | Группа 8 | Бечей    | 2:1  |          |
| Кубок Интертото | Группа 8 | Погонь   |      | 3:3      |
| Кубок Интертото | Группа 8 | Канн     | 2:2  |          |
| Кубок Интертото | Группа 8 | Фарул    |      | 0:2      |

### Сезон 1996/97
| Турнир     | Раунд         | Соперник  | Дома | В гостях | Итог    |
| ---------- | ------------- | --------- | ---- | -------- | ------- |
| Кубок УЕФА | Предв. раунд  | Богемианс | 0:0  | 1:1      | 1:1(гв) |
| Кубок УЕФА | Квалиф. раунд | Бешикташ  | 2:1  | 0:2      | 2:3     |

| Турнир     | Раунд         | Соперник    | Дома | В гостях | Итог |
| ---------- | ------------- | ----------- | ---- | -------- | ---- |
| Кубок УЕФА | Предв. раунд  | Тилигул     | 3:1  | 1:1      | 4:2  |
| Кубок УЕФА | Квалиф. раунд | Хельсинборг | 0:3  | 1:1      | 1:4  |

| Турнир       | Раунд       | Соперник  | Дома | В гостях | Итог |
| ------------ | ----------- | --------- | ---- | -------- | ---- |
| Кубок Кубков | Квал. раунд | Рейкьявик | 2:2  | 0:1      | 2:3  |

| Турнир          | Раунд    | Соперник        | Дома | В гостях |
| --------------- | -------- | --------------- | ---- | -------- |
| Кубок Интертото | Группа 7 | Ротор           | 0:4  |          |
| Кубок Интертото | Группа 7 | Шахтёр (Донецк) |      | 1:2      |
| Кубок Интертото | Группа 7 | Антальяспор     | 0:3  |          |
| Кубок Интертото | Группа 7 | Базель          |      | 0:5      |

### Сезон 1997/98
| Турнир              | Раунд         | Соперник         | Дома | В гостях | Итог |
| ------------------- | ------------- | ---------------- | ---- | -------- | ---- |
| Лига Чемпионов УЕФА | 1 квал. раунд | Конструкторол-93 | 3:2  | 1:1      | 4:3  |
| Лига Чемпионов УЕФА | 2 квал. раунд | Олимпиакос       | 2:2  | 0:5      | 2:7  |
| Кубок УЕФА          | 1/32 финала   | Динамо (Тбилиси) | 1:1  | 0:1      | 1:2  |

| Турнир     | Раунд         | Соперник     | Дома | В гостях | Итог |
| ---------- | ------------- | ------------ | ---- | -------- | ---- |
| Кубок УЕФА | 1 квал. раунд | Колхети-1913 | 1:0  | 1:2      | 2:2  |
| Кубок УЕФА | 2 квал. раунд | Лиллестрём   | 0:2  | 0:1      | 0:3  |

| Турнир       | Раунд         | Соперник       | Дома | В гостях | Итог |
| ------------ | ------------- | -------------- | ---- | -------- | ---- |
| Кубок Кубков | 1 квал. раунд | Садам (Таллин) | 4:1  | 1:1      | 5:2  |
| Кубок Кубков | 1/16 финала   | Локомотив      | 1:2  | 0:3      | 1:5  |

| Турнир          | Раунд    | Соперник | Дома | В гостях |
| --------------- | -------- | -------- | ---- | -------- |
| Кубок Интертото | Группа 1 | Херенвен | 1:0  |          |
| Кубок Интертото | Группа 1 | Полония  |      | 4:1      |
| Кубок Интертото | Группа 1 | Дуйсбург | 0:1  |          |
| Кубок Интертото | Группа 1 | Ольборг  |      | 1:2      |

### Сезон 1998/99
| Турнир              | Раунд         | Соперник | Дома | В гостях | Итог |
| ------------------- | ------------- | -------- | ---- | -------- | ---- |
| Лига Чемпионов УЕФА | 1 квал. раунд | Сконто   | 1:2  | 0:0      | 1:2  |

| Турнир     | Раунд         | Соперник     | Дома | В гостях | Итог |
| ---------- | ------------- | ------------ | ---- | -------- | ---- |
| Кубок УЕФА | 1 квал. раунд | ЦСКА (София) | 0:0  | 1:3      | 1:3  |

| Турнир       | Раунд       | Соперник | Дома | В гостях | Итог |
| ------------ | ----------- | -------- | ---- | -------- | ---- |
| Кубок Кубков | Квал. раунд | Левски   | 1:1  | 1:8      | 2:9  |

| Турнир          | Раунд   | Соперник | Дома | В гостях | Итог |
| --------------- | ------- | -------- | ---- | -------- | ---- |
| Кубок Интертото | Раунд 1 | Дебрецен | 2:4  | 0:6      | 2:10 |

### Сезон 1999/00
| Турнир              | Раунд         | Соперник | Дома | В гостях | Итог |
| ------------------- | ------------- | -------- | ---- | -------- | ---- |
| Лига Чемпионов УЕФА | 1 квал. раунд | АИК      | 0:1  | 0:2      | 0:3  |

| Турнир     | Раунд       | Соперник  | Дома | В гостях | Итог |
| ---------- | ----------- | --------- | ---- | -------- | ---- |
| Кубок УЕФА | Квал. раунд | Локомотив | 1:7  | 0:5      | 1:12 |

| Турнир     | Раунд       | Соперник | Дома | В гостях | Итог |
| ---------- | ----------- | -------- | ---- | -------- | ---- |
| Кубок УЕФА | Квал. раунд | Омония   | 1:5  | 0:3      | 1:8  |

| Турнир          | Раунд   | Соперник | Дома | В гостях | Итог |
| --------------- | ------- | -------- | ---- | -------- | ---- |
| Кубок Интертото | Раунд 1 | Вартекс  | 1:2  | 2:2      | 3:4  |

| Турнир          | Раунд   | Соперник       | Дома | В гостях | Итог           |
| --------------- | ------- | -------------- | ---- | -------- | -------------- |
| Кубок Интертото | Раунд 1 | Градец-Кралове | 1:0  | 0:1      | 1:1 (пен. 3:1) |
| Кубок Интертото | Раунд 2 | Хаммарбю       | 2:2  | 0:4      | 2:6            |

### Сезон 2000/01
| Турнир              | Раунд         | Соперник    | Дома | В гостях | Итог |
| ------------------- | ------------- | ----------- | ---- | -------- | ---- |
| Лига Чемпионов УЕФА | 1 квал. раунд | Гюмри       | 2:1  | 1:1      | 3:2  |
| Лига Чемпионов УЕФА | 2 квал. раунд | Хельсинборг | 0:0  | 0:3      | 0:3  |

| Турнир     | Раунд       | Соперник        | Дома | В гостях | Итог |
| ---------- | ----------- | --------------- | ---- | -------- | ---- |
| Кубок УЕФА | Квал. раунд | Маккаби (Хайфа) | 1:1  | 0:0      | 1:1  |

| Турнир     | Раунд       | Соперник | Дома | В гостях | Итог |
| ---------- | ----------- | -------- | ---- | -------- | ---- |
| Кубок УЕФА | Квал. раунд | АИК      | 0:2  | 0:1      | 0:3  |

| Турнир          | Раунд   | Соперник   | Дома | В гостях | Итог |
| --------------- | ------- | ---------- | ---- | -------- | ---- |
| Кубок Интертото | Раунд 1 | Силькеборг | 2:1  | 2:1      | 4:2  |
| Кубок Интертото | Рпунд 2 | Хмел       | 0:2  | 2:6      | 2:8  |

## 2000-е

### Сезон 2001/02
| Турнир              | Раунд         | Соперник | Дома | В гостях | Итог |
| ------------------- | ------------- | -------- | ---- | -------- | ---- |
| Лига Чемпионов УЕФА | 1 квал. раунд | Вагур    | 5:0  | 0:0      | 5:0  |
| Лига Чемпионов УЕФА | 2 квал. раунд | Интер    | 0:1  | 0:1      | 0:2  |

| Турнир     | Раунд       | Соперник   | Дома | В гостях | Итог |
| ---------- | ----------- | ---------- | ---- | -------- | ---- |
| Кубок УЕФА | Квал. раунд | Ружемберок | 0:0  | 1:3      | 1:3  |

| Турнир     | Раунд       | Соперник         | Дома | В гостях | Итог |
| ---------- | ----------- | ---------------- | ---- | -------- | ---- |
| Кубок УЕФА | Квал. раунд | Динамо (Тбилиси) | 4:0  | 1:2      | 5:2  |
| Кубок УЕФА | 1 раунд     | Милан            | 0:2  | 0:4      | 0:6  |

| Турнир          | Раунд   | Соперник       | Дома | В гостях | Итог |
| --------------- | ------- | -------------- | ---- | -------- | ---- |
| Кубок Интертото | Раунд 1 | Хобшайд        | 6:0  | 1:1      | 7:1  |
| Кубок Интертото | Раунд 2 | Хапоэл (Хайфа) | 2:0  | 1:0      | 3:0  |
| Кубок Интертото | Раунд 3 | Вольфсбург     | 0:0  | 3:4      | 3:4  |

| Турнир     | Раунд       | Соперник     | Дома | В гостях | Итог |
| ---------- | ----------- | ------------ | ---- | -------- | ---- |
| Кубок УЕФА | Квал. раунд | ЦСКА (София) | 1:2  | 1:3      | 2:5  |

### Сезон 2002/03
| Турнир              | Раунд         | Соперник        | Дома | В гостях | Итог |
| ------------------- | ------------- | --------------- | ---- | -------- | ---- |
| Лига Чемпионов УЕФА | 1 квал. раунд | Портадаун       | 3:2  | 0:0      | 3:2  |
| Лига Чемпионов УЕФА | 2 квал. раунд | Маккаби (Хайфа) | 0:1  | 0:4      | 0:5  |

| Турнир     | Раунд       | Соперник  | Дома | В гостях | Итог |
| ---------- | ----------- | --------- | ---- | -------- | ---- |
| Кубок УЕФА | Квал. раунд | ХИК       | 1:0  | 4:0      | 5:0  |
| Кубок УЕФА | 1 раунд     | Шальке-04 | 1:4  | 0:4      | 1:8  |

| Турнир     | Раунд       | Соперник     | Дома | В гостях | Итог |
| ---------- | ----------- | ------------ | ---- | -------- | ---- |
| Кубок УЕФА | Квал. раунд | ЦСКА (София) | 1:4  | 0:1      | 1:5  |

| Турнир          | Раунд   | Соперник    | Дома | В гостях | Итог |
| --------------- | ------- | ----------- | ---- | -------- | ---- |
| Кубок Интертото | Раунд 1 | Академик    | 1:0  | 2:0      | 3:0  |
| Кубок Интертото | Раунд 2 | Мюнхен-1860 | 4:0  | 1:0      | 5:0  |
| Кубок Интертото | Раунд 3 | Болонья     | 0:0  | 0:2      | 0:2  |

### Сезон 2003/04
| Турнир              | Раунд         | Соперник  | Дома | В гостях | Итог |
| ------------------- | ------------- | --------- | ---- | -------- | ---- |
| Лига Чемпионов УЕФА | 1 квал. раунд | Богемианс | 1:0  | 0:3      | 1:3  |

| Турнир     | Раунд       | Соперник | Дома | В гостях | Итог |
| ---------- | ----------- | -------- | ---- | -------- | ---- |
| Кубок УЕФА | Квал. раунд | Брондбю  | 0:2  | 0:3      | 0:5  |

| Турнир     | Раунд       | Соперник | Дома | В гостях | Итог |
| ---------- | ----------- | -------- | ---- | -------- | ---- |
| Кубок УЕФА | Квал. раунд | Стяуа    | 1:1  | 0:0      | 1:1  |

| Турнир          | Раунд   | Соперник | Дома | В гостях | Итог |
| --------------- | ------- | -------- | ---- | -------- | ---- |
| Кубок Интертото | Раунд 1 | Ома Таун | 1:0  | 7:1      | 8:1  |
| Кубок Интертото | Раунд 2 | Цибалия  | 1:1  | 2:4      | 3:5  |

### Сезон 2004/05
| Турнир              | Раунд         | Соперник | Дома | В гостях | Итог |
| ------------------- | ------------- | -------- | ---- | -------- | ---- |
| Лига Чемпионов УЕФА | 1 квал. раунд | Тирана   | 0:2  | 1:0      | 1:2  |

| Турнир     | Раунд       | Соперник | Дома | В гостях | Итог |
| ---------- | ----------- | -------- | ---- | -------- | ---- |
| Кубок УЕФА | Квал. раунд | Нистру   | 1:2  | 1:1      | 2:3  |

| Турнир     | Раунд       | Соперник         | Дома | В гостях | Итог |
| ---------- | ----------- | ---------------- | ---- | -------- | ---- |
| Кубок УЕФА | Квал. раунд | Динамо (Тбилиси) | 2:3  | 0:1      | 2:4  |

| Турнир          | Раунд   | Соперник | Дома | В гостях | Итог |
| --------------- | ------- | -------- | ---- | -------- | ---- |
| Кубок Интертото | Раунд 1 | Одра     | 2:0  | 0:1      | 2:1  |
| Кубок Интертото | Раунд 2 | Сартид   | 1:2  | 3:1      | 4:3  |
| Кубок Интертото | Раунд 3 | Лилль    | 2:2  | 1:2      | 3:4  |

### Сезон 2005/06
| Турнир              | Раунд         | Соперник  | Дома | В гостях | Итог |
| ------------------- | ------------- | --------- | ---- | -------- | ---- |
| Лига Чемпионов УЕФА | 1 квал. раунд | Анартосис | 1:1  | 0:1      | 1:2  |

| Турнир     | Раунд         | Соперник    | Дома | В гостях | Итог |
| ---------- | ------------- | ----------- | ---- | -------- | ---- |
| Кубок УЕФА | 1 квал. раунд | Ференцварош | 1:2  | 2:0      | 3:2  |
| Кубок УЕФА | 2 квал. раунд | Теплице     | 1:1  | 1:2      | 2:3  |

| Турнир     | Раунд         | Соперник          | Дома | В гостях | Итог |
| ---------- | ------------- | ----------------- | ---- | -------- | ---- |
| Кубок УЕФА | 1 квал. раунд | Торпедо (Кутаиси) | 5:0  | 0:1      | 5:1  |
| Кубок УЕФА | 2 квал. раунд | Крылья Советов    | 0:2  | 0:2      | 0:4  |

| Турнир          | Раунд   | Соперник     | Дома | В гостях | Итог |
| --------------- | ------- | ------------ | ---- | -------- | ---- |
| Кубок Интертото | Раунд 1 | Тексома Злин | 0:1  | 0:0      | 0:1  |

### Сезон 2006/07
| Турнир              | Раунд         | Соперник     | Дома | В гостях | Итог |
| ------------------- | ------------- | ------------ | ---- | -------- | ---- |
| Лига Чемпионов УЕФА | 1 квал. раунд | Широки Бриег | 0:1  | 0:1      | 0:2  |

| Турнир     | Раунд         | Соперник | Дома | В гостях | Итог |
| ---------- | ------------- | -------- | ---- | -------- | ---- |
| Кубок УЕФА | 1 квал. раунд | Нистру   | 2:0  | 1:0      | 3:0  |
| Кубок УЕФА | 2 квал. раунд | Рубин    | 0:2  | 0:3      | 0:5  |

| Турнир     | Раунд         | Соперник | Дома | В гостях | Итог |
| ---------- | ------------- | -------- | ---- | -------- | ---- |
| Кубок УЕФА | 1 квал. раунд | Заглембе | 0:0  | 1:1      | 1:1  |
| Кубок УЕФА | 2 квал. раунд | Артмедиа | 2:3  | 1:2      | 3:5  |

| Турнир          | Раунд   | Соперник | Дома | В гостях | Итог |
| --------------- | ------- | -------- | ---- | -------- | ---- |
| Кубок Интертото | Раунд 1 | Шахтёр   | 1:3  | 5:1      | 6:4  |
| Кубок Интертото | Раунд 2 | Москва   | 0:1  | 0:2      | 0:3  |

### Сезон 2007/08
| Турнир              | Раунд         | Соперник      | Дома       | В гостях | Итог |
| ------------------- | ------------- | ------------- | ---------- | -------- | ---- |
| Лига Чемпионов УЕФА | 1 квал. раунд | Апоэль        | 3:0 (д.в.) | 0:2      | 3:2  |
| Лига Чемпионов УЕФА | 2 квал. раунд | Хабнарфьордур | 1:1        | 3:1      | 4:2  |
| Лига Чемпионов УЕФА | 3 квал. раунд | Стяуа         | 2:2        | 0:2      | 2:4  |
| Кубок УЕФА          | 1 раунд       | Вильяреал     | 0:2        | 1:4      | 1:6  |

| Турнир     | Раунд         | Соперник  | Дома | В гостях | Итог |
| ---------- | ------------- | --------- | ---- | -------- | ---- |
| Кубок УЕФА | 1 квал. раунд | Металлург | 1:2  | 1:1      | 2:3  |

| Турнир     | Раунд         | Соперник | Дома | В гостях | Итог |
| ---------- | ------------- | -------- | ---- | -------- | ---- |
| Кубок УЕФА | 1 квал. раунд | Сконто   | 2:0  | 1:1      | 3:1  |
| Кубок УЕФА | 2 квал. раунд | Оденсе   | 1:1  | 0:4      | 1:5  |

| Турнир          | Раунд   | Соперник   | Дома | В гостях | Итог |
| --------------- | ------- | ---------- | ---- | -------- | ---- |
| Кубок Интертото | Раунд 1 | Арарат     | 4:1  | 0:2      | 4:3  |
| Кубок Интертото | Раунд 2 | Черноморец | 0:2  | 2:4      | 2:6  |

### Сезон 2008/09
| Турнир              | Раунд         | Соперник      | Дома | В гостях | Итог      |
| ------------------- | ------------- | ------------- | ---- | -------- | --------- |
| Лига Чемпионов УЕФА | 1 квал. раунд | Валюр         | 2:0  | 1:0      | 3:0       |
| Лига Чемпионов УЕФА | 2 квал. раунд | Андерлехт     | 2:2  | 2:1      | 4:3       |
| Лига Чемпионов УЕФА | 3 квал. раунд | Левски        | 1:1  | 1:0      | 2:1       |
| Лига Чемпионов УЕФА | Группа H      | Реал (Мадрид) | 0:1  | 0:2      | 4-е место |
| Лига Чемпионов УЕФА | Группа H      | Ювентус       | 2:2  | 0:0      | 4-е место |
| Лига Чемпионов УЕФА | Группа H      | Зенит         | 0:2  | 1:1      | 4-е место |

| Турнир     | Раунд         | Соперник   | Дома | В гостях | Итог |
| ---------- | ------------- | ---------- | ---- | -------- | ---- |
| Кубок УЕФА | 1 квал. раунд | МСК Жилина | 2:2  | 0:1      | 2:3  |

| Турнир     | Раунд         | Соперник | Дома | В гостях | Итог |
| ---------- | ------------- | -------- | ---- | -------- | ---- |
| Кубок УЕФА | 1 квал. раунд | Легия    | 1:4  | 0:0      | 1:4  |

| Турнир          | Раунд   | Соперник | Дома | В гостях | Итог |
| --------------- | ------- | -------- | ---- | -------- | ---- |
| Кубок Интертото | Раунд 1 | Краковия | 3:0  | 2:1      | 5:1  |
| Кубок Интертото | Раунд 2 | Штурм    | 0:0  | 0:2      | 0:2  |

### Сезон 2009/10
| Турнир              | Раунд         | Соперник  | Дома | В гостях   | Итог      |
| ------------------- | ------------- | --------- | ---- | ---------- | --------- |
| Лига Чемпионов УЕФА | 2 квал. раунд | Македония | 2:0  | 2:0        | 4:0       |
| Лига Чемпионов УЕФА | 3 квал. раунд | Вентспилс | 2:1  | 0:1        | 2:2       |
| Лига Европы УЕФА    | 4 квал. раунд | Литекс    | 0:1  | 4:0 (д.в.) |           |
| Лига Европы УЕФА    | Группа I      | Бенфика   | 1:2  | 0:2        | 3-е место |
| Лига Европы УЕФА    | Группа I      | Эвертон   | 1:2  | 1:0        | 3-е место |
| Лига Европы УЕФА    | Группа I      | АЕК       | 2:1  | 2:2        | 3-е место |

| Турнир           | Раунд         | Соперник | Дома | В гостях | Итог |
| ---------------- | ------------- | -------- | ---- | -------- | ---- |
| Лига Европы УЕФА | 2 квал. раунд | Гент     | 2:1  | 0:1      | 2:2  |

| Турнир           | Раунд         | Соперник | Дома | В гостях | Итог |
| ---------------- | ------------- | -------- | ---- | -------- | ---- |
| Лига Европы УЕФА | 1 квал. раунд | Ренова   | 2:1  | 1:1      | 3:2  |
| Лига Европы УЕФА | 2 квал. раунд | Тромсё   | 0:0  | 1:4      | 1:4  |

| Турнир           | Раунд         | Соперник           | Дома       | В гостях | Итог |
| ---------------- | ------------- | ------------------ | ---------- | -------- | ---- |
| Лига Европы УЕФА | 1 квал. раунд | Сутьеска           | 2:1 (д.в.) | 1:1      | 3:2  |
| Лига Европы УЕФА | 2 квал. раунд | Металлург (Донецк) | 1:2        | 0:3      | 1:5  |

### Сезон 2010/11
| Турнир              | Раунд         | Соперник      | Дома | В гостях | Итог      |
| ------------------- | ------------- | ------------- | ---- | -------- | --------- |
| Лига Чемпионов УЕФА | 2 квал. раунд | Хабнарфьордюр | 5:1  | 1:0      | 6:1       |
| Лига Чемпионов УЕФА | 3 квал. раунд | Копенгаген    | 0:0  | 2:3      | 2:3       |
| Лига Европы УЕФА    | 4 квал. раунд | Маритиму      | 3:0  | 2:1      | 5:1       |
| Лига Европы УЕФА    | Группа Е      | Динамо (Киев) | 1:4  | 2:2      | 2-е место |
| Лига Европы УЕФА    | Группа Е      | АЗ            | 4:1  | 0:3      | 2-е место |
| Лига Европы УЕФА    | Группа Е      | Шериф         | 3:1  | 1:0      | 2-е место |
| Лига Европы УЕФА    | 1/16 финала   | ПСЖ           | 2:2  | 0:0      | 2:2       |

| Турнир           | Раунд         | Соперник | Дома | В гостях | Итог |
| ---------------- | ------------- | -------- | ---- | -------- | ---- |
| Лига Европы УЕФА | 1 квал. раунд | Фюлкир   | 3:0  | 3:1      | 6:1  |
| Лига Европы УЕФА | 2 квал. раунд | ОФК      | 0:1  | 2:2      | 2:3  |

| Турнир           | Раунд         | Соперник        | Дома | В гостях | Итог |
| ---------------- | ------------- | --------------- | ---- | -------- | ---- |
| Лига Европы УЕФА | 2 квал. раунд | Калев           | 5:1  | 5:0      | 10:1 |
| Лига Европы УЕФА | 3 квал. раунд | Маккаби (Хайфа) | 3:1  | 0:1      | 3:2  |
| Лига Европы УЕФА | 4 квал. раунд | Брюгге          | 2:3  | 1:2      | 3:5  |

| Турнир           | Раунд         | Соперник  | Дома | В гостях | Итог |
| ---------------- | ------------- | --------- | ---- | -------- | ---- |
| Лига Европы УЕФА | 1 квал. раунд | Лячи      | 7:1  | 1:1      | 8:2  |
| Лига Европы УЕФА | 2 квал. раунд | Стабек    | 2:2  | 1:1      | 3:3  |
| Лига Европы УЕФА | 3 квал. раунд | Баник     | 1:0  | 2:1      | 3:1  |
| Лига Европы УЕФА | 4 квал. раунд | Вильяреал | 1:2  | 0:5      | 1:7  |

## 2010-е

### Сезон 2011/12
| Турнир              | Раунд         | Соперник  | Дома | В гостях | Итог      |
| ------------------- | ------------- | --------- | ---- | -------- | --------- |
| Лига Чемпионов УЕФА | 2 квал. раунд | Линфилд   | 2:0  | 1:1      | 3:1       |
| Лига Чемпионов УЕФА | 3 квал. раунд | Экранас   | 3:1  | 0:0      | 3:1       |
| Лига Чемпионов УЕФА | 4 квал. раунд | Штурм     | 1:1  | 2:0      | 3:1       |
| Лига Чемпионов УЕФА | Группа Н      | Виктория  | 0:1  | 1:1      | 4-е место |
| Лига Чемпионов УЕФА | Группа Н      | Барселона | 0:5  | 0:4      | 4-е место |
| Лига Чемпионов УЕФА | Группа Н      | Милан     | 1:1  | 0:2      | 4-е место |

| Турнир           | Раунд         | Соперник   | Дома | В гостях | Итог |
| ---------------- | ------------- | ---------- | ---- | -------- | ---- |
| Лига Европы УЕФА | 3 квал. раунд | Бурспаспор | 1:3  | 1:2      | 2:5  |

| Турнир           | Раунд         | Соперник  | Дома | В гостях | Итог |
| ---------------- | ------------- | --------- | ---- | -------- | ---- |
| Лига Европы УЕФА | 2 квал. раунд | Вентспилс | 0:1  | 2:3      | 2:4  |

| Турнир           | Раунд         | Соперник      | Дома | В гостях | Итог |
| ---------------- | ------------- | ------------- | ---- | -------- | ---- |
| Лига Европы УЕФА | 1 квал. раунд | АЗАЛ          | 2:1  | 1:1      | 3:2  |
| Лига Европы УЕФА | 2 квал. раунд | Газиантепспор | 1:1  | 1:4      | 2:5  |

### Сезон 2012/13
| Турнир              | Раунд         | Соперник               | Дома | В гостях | Итог      |
| ------------------- | ------------- | ---------------------- | ---- | -------- | --------- |
| Лига Чемпионов УЕФА | 2 квал. раунд | Вардар                 | 3:2  | 0:0      | 3:2       |
| Лига Чемпионов УЕФА | 3 квал. раунд | Дебрецен               | 1:1  | 2:0      | 3:1       |
| Лига Чемпионов УЕФА | 4 квал. раунд | Хапоэль (Кирьят-Шмона) | 2:0  | 1:1      | 3:1       |
| Лига Чемпионов УЕФА | Группа F      | Лилль                  | 0:2  | 3:1      | 3-е место |
| Лига Чемпионов УЕФА | Группа F      | Бавария                | 3:1  | 1:4      | 3-е место |
| Лига Чемпионов УЕФА | Группа F      | Валенсия               | 0:3  | 2:4      | 3-е место |
| Лига Европы УЕФА    | 1/16 финала   | Фенербахче             | 0:0  | 0:1      | 0:1       |

| Турнир           | Раунд         | Соперник      | Дома | В гостях | Итог |
| ---------------- | ------------- | ------------- | ---- | -------- | ---- |
| Лига Европы УЕФА | 2 квал. раунд | Црвена Звезда | 3:4  | 3:3      | 6:7  |

| Турнир           | Раунд         | Соперник | Дома | В гостях | Итог |
| ---------------- | ------------- | -------- | ---- | -------- | ---- |
| Лига Европы УЕФА | 2 квал. раунд | Рид      | 1:1  | 0:0      | 1:1  |

| Турнир           | Раунд         | Соперник  | Дома | В гостях | Итог |
| ---------------- | ------------- | --------- | ---- | -------- | ---- |
| Лига Европы УЕФА | 1 квал. раунд | Викингур  | 4:0  | 6:0      | 10:0 |
| Лига Европы УЕФА | 2 квал. раунд | Ренова    | 0:1  | 2:0      | 2:1  |
| Лига Европы УЕФА | 3 квал. раунд | Ливерпуль | 0:1  | 0:3      | 0:4  |

### Сезон 2013/14
| Турнир              | Раунд         | Соперник           | Дома | В гостях | Итог |
| ------------------- | ------------- | ------------------ | ---- | -------- | ---- |
| Лига Чемпионов УЕФА | 2 квал. раунд | Шахтёр (Караганда) | 0:1  | 0:1      | 0:2  |

| Турнир           | Раунд         | Соперник      | Дома | В гостях       | Итог |
| ---------------- | ------------- | ------------- | ---- | -------------- | ---- |
| Лига Европы УЕФА | 2 квал. раунд | Валетта       | 2:0  | 1:1            | 3:1  |
| Лига Европы УЕФА | 3 квал. раунд | Сент-Джонстон | 0:1  | 1:0 (пен. 3:2) | 1:1  |
| Лига Европы УЕФА | 4 квал. раунд | Стандард      | 0:2  | 1:3            | 1:5  |

| Турнир           | Раунд         | Соперник | Дома | В гостях       | Итог |
| ---------------- | ------------- | -------- | ---- | -------------- | ---- |
| Лига Европы УЕФА | 2 квал. раунд | Милсами  | 1:1  | 1:1 (пен. 2:4) | 1:1  |

| Турнир           | Раунд         | Соперник    | Дома | В гостях | Итог |
| ---------------- | ------------- | ----------- | ---- | -------- | ---- |
| Лига Европы УЕФА | 1 квал. раунд | Круойя      | 5:0  | 3:0      | 8:0  |
| Лига Европы УЕФА | 2 квал. раунд | Локомотива  | 1:2  | 3:2      | 4:4  |
| Лига Европы УЕФА | 3 квал. раунд | Трабзонспор | 0:1  | 0:0      | 0:1  |

### Сезон 2014/15
| Турнир              | Раунд         | Соперник   | Дома | В гостях  | Итог      |
| ------------------- | ------------- | ---------- | ---- | --------- | --------- |
| Лига Чемпионов УЕФА | 2 квал. раунд | Скендербеу | 0:0  | 1:1       | 1:1       |
| 3 квал. раунд       | Дебрецен      | 3:1        | 0:1  | 3:2       | 3:2       |
| 4 квал. раунд       | Слован        | 3:0        | 1:1  | 4:1       | 4:1       |
| Группа Н            | Порту         | 0:3        | 0:6  | 4-е место | 4-е место |
| Группа Н            | Атлетик       | 2:1        | 0:2  | 4-е место | 4-е место |
| Группа Н            | Шахтёр        | 0:7        | 0:5  | 4-е место | 4-е место |

| Турнир           | Раунд         | Соперник      | Дома | В гостях | Итог |
| ---------------- | ------------- | ------------- | ---- | -------- | ---- |
| Лига Европы УЕФА | 2 квал. раунд | Хабнарфьордюр | 1:1  | 0:2      | 1:3  |

| Турнир           | Раунд         | Соперник      | Дома | В гостях | Итог |
| ---------------- | ------------- | ------------- | ---- | -------- | ---- |
| Лига Европы УЕФА | 2 квал. раунд | Дерри Сити    | 5:1  | 1:0      | 6:1  |
| Лига Европы УЕФА | 3 квал. раунд | Зюлте-Варегем | 2:2  | 5:2      | 7:4  |
| Лига Европы УЕФА | 4 квал. раунд | ПСВ           | 0:1  | 0:2      | 0:3  |

| Турнир           | Раунд         | Соперник   | Дома | В гостях | Итог      |
| ---------------- | ------------- | ---------- | ---- | -------- | --------- |
| Лига Европы УЕФА | 2 квал. раунд | МюПа       | 3:0  | 0:0      | 3:0       |
| Лига Европы УЕФА | 3 квал. раунд | ЧФР Клуж   | 1:0  | 2:0      | 3:0       |
| Лига Европы УЕФА | 4 квал. раунд | Насьонал   | 2:0  | 3:2      | 5:2       |
| Лига Европы УЕФА | Группа К      | ПАОК       | 0:2  | 1:6      | 4-е место |
| Лига Европы УЕФА | Группа К      | Фиорентина | 0:3  | 2:1      | 4-е место |
| Лига Европы УЕФА | Группа К      | Генгам     | 0:0  | 0:2      | 4-е место |

### Сезон 2015/16
| Турнир              | Раунд         | Соперник | Дома | В гостях  | Итог      |
| ------------------- | ------------- | -------- | ---- | --------- | --------- |
| Лига Чемпионов УЕФА | 2 квал. раунд | Дандолк  | 2:1  | 0:0       | 2:1       |
| 3 квал. раунд       | Видеотон      | 1:0      | 1:1  | 2:1       | 2:1       |
| 4 квал. раунд       | Партизан      | 1:0      | 1:2  | 2:2       | 2:2       |
| Группа Е            | Байер         | 1:1      | 1:4  | 4-е место | 4-е место |
| Группа Е            | Рома          | 3:2      | 1:1  | 4-е место | 4-е место |
| Группа Е            | Барселона     | 0:2      | 0:3  | 4-е место | 4-е место |

| Турнир           | Раунд         | Соперник | Дома | В гостях | Итог |
| ---------------- | ------------- | -------- | ---- | -------- | ---- |
| Лига Европы УЕФА | 1 квал. раунд | Кукеси   | 0:0  | 0:2      | 0:2  |

| Турнир           | Раунд         | Соперник   | Дома       | В гостях | Итог           |
| ---------------- | ------------- | ---------- | ---------- | -------- | -------------- |
| Лига Европы УЕФА | 2 квал. раунд | Черно Море | 4:0        | 1:1      | 5:1            |
| Лига Европы УЕФА | 3 квал. раунд | Цюрих      | 1:1 (д.в.) | 1:0      | 2:1            |
| Лига Европы УЕФА | 4 квал. раунд | Ред Булл   | 2:0        | 0:2      | 2:2 (пен. 3:2) |
| Лига Европы УЕФА | Группа Е      | Виктория   | 1:0        | 0:2      | 4-е место      |
| Лига Европы УЕФА | Группа Е      | Рапид      | 0:1        | 1:2      | 4-е место      |
| Лига Европы УЕФА | Группа Е      | Вильяреал  | 1:2        | 0:4      | 4-е место      |

| Турнир           | Раунд         | Соперник   | Дома | В гостях | Итог |
| ---------------- | ------------- | ---------- | ---- | -------- | ---- |
| Лига Европы УЕФА | 1 квал. раунд | Гленавон   | 3:0  | 2:1      | 5:1  |
| Лига Европы УЕФА | 2 квал. раунд | Вольфсберг | 0:1  | 0:2      | 0:3  |

### Сезон 2016/17
| Турнир              | Раунд         | Соперник | Дома | В гостях | Итог |
| ------------------- | ------------- | -------- | ---- | -------- | ---- |
| Лига чемпионов УЕФА | 2 квал. раунд | СИК      | 2:0  | 2:2      | 4:2  |
| Лига чемпионов УЕФА | 3 квал. раунд | Дандолк  | 1:0  | 0:3      | 1:3  |
| Лига Европы УЕФА    | 4 квал. раунд | Астана   | 2:2  | 0:2      | 2:4  |

| Турнир           | Раунд         | Соперник | Дома | В гостях | Итог |
| ---------------- | ------------- | -------- | ---- | -------- | ---- |
| Лига Европы УЕФА | 2 квал. раунд | Дебрецен | 1:0  | 2:1      | 3:1  |
| Лига Европы УЕФА | 3 квал. раунд | Рапид    | 0:0  | 0:3      | 0:3  |

| Турнир           | Раунд         | Соперник     | Дома | В гостях | Итог |
| ---------------- | ------------- | ------------ | ---- | -------- | ---- |
| Лига Европы УЕФА | 1 квал. раунд | Спартакс     | 2:1  | 2:0      | 4:1  |
| Лига Европы УЕФА | 2 квал. раунд | Сент-Патрикс | 1:1  | 1:0      | 2:1  |
| Лига Европы УЕФА | 3 квал. раунд | Воеводина    | 0:2  | 1:1      | 1:3  |

| Турнир           | Раунд         | Соперник    | Дома | В гостях | Итог |
| ---------------- | ------------- | ----------- | ---- | -------- | ---- |
| Лига Европы УЕФА | 1 квал. раунд | НСИ Рунавик | 5:0  | 2:0      | 7:0  |
| Лига Европы УЕФА | 2 квал. раунд | Домжале     | 1:1  | 1:2      | 2:3  |

### Сезон 2017/18
| Турнир              | Раунд         | Соперник      | Дома | В гостях | Итог      |
| ------------------- | ------------- | ------------- | ---- | -------- | --------- |
| Лига чемпионов УЕФА | 2 квал. раунд | Алашкерт      | 1:1  | 3:1      | 4:2       |
| Лига чемпионов УЕФА | 3 квал. раунд | Славия        | 2:1  | 0:1      | 2:2       |
| Лига Европы УЕФА    | 4 квал. раунд | Александрия   | 1:1  | 2:1      | 3:2       |
| Лига Европы УЕФА    | Группа Н      | Црвена Звезда | 0:0  | 1:1      | 4-е место |
| Лига Европы УЕФА    | Группа Н      | Арсенал       | 2:4  | 0:6      | 4-е место |
| Лига Европы УЕФА    | Группа Н      | Кёльн         | 1:0  | 2:5      | 4-е место |

| Турнир           | Раунд         | Соперник | Дома | В гостях | Итог |
| ---------------- | ------------- | -------- | ---- | -------- | ---- |
| Лига Европы УЕФА | 2 квал. раунд | Альтах   | 0:3  | 1:1      | 1:4  |

| Турнир           | Раунд         | Соперник | Дома | В гостях | Итог |
| ---------------- | ------------- | -------- | ---- | -------- | ---- |
| Лига Европы УЕФА | 1 квал. раунд | Судува   | 0:0  | 1:2      | 1:2  |

| Турнир           | Раунд         | Соперник    | Дома | В гостях | Итог |
| ---------------- | ------------- | ----------- | ---- | -------- | ---- |
| Лига Европы УЕФА | 1 квал. раунд | НСИ Рунавик | 2:1  | 2:0      | 4:1  |
| Лига Европы УЕФА | 2 квал. раунд | Работнички  | 3:0  | 1:1      | 4:1  |
| Лига Европы УЕФА | 3 квал. раунд | АЕК         | 1:1  | 0:2      | 1:3  |

### Сезон 2018/19
| Турнир              | Раунд         | Соперник | Дома | В гостях | Итог      |
| ------------------- | ------------- | -------- | ---- | -------- | --------- |
| Лига чемпионов УЕФА | 2 квал. раунд | ХИК      | 0:0  | 2:1      | 2:1       |
| Лига чемпионов УЕФА | 3 квал. раунд | Карабах  | 1:1  | 1:0      | 2:1       |
| Лига чемпионов УЕФА | 4 квал. раунд | ПСВ      | 2:3  | 0:3      | 2:6       |
| Лига Европы УЕФА    | Группа Н      | МОЛ Види | 2:0  | 2:0      | 2-е место |
| Лига Европы УЕФА    | Группа Н      | ПАОК     | 1:4  | 3:1      | 2-е место |
| Лига Европы УЕФА    | Группа Н      | Челси    | 0:1  | 1:3      | 2-е место |
| Лига Европы УЕФА    | 1/16 финала   | Арсенал  | 1:0  | 0:3      | 1:3       |

| Турнир           | Раунд         | Соперник  | Дома | В гостях | Итог |
| ---------------- | ------------- | --------- | ---- | -------- | ---- |
| Лига Европы УЕФА | 2 квал. раунд | Атромитос | 4:3  | 1:1      | 5:4  |
| Лига Европы УЕФА | 3 квал. раунд | Аполлон   | 1:0  | 0:4      | 1:4  |

| Турнир           | Раунд         | Соперник   | Дома | В гостях | Итог |
| ---------------- | ------------- | ---------- | ---- | -------- | ---- |
| Лига Европы УЕФА | 1 квал. раунд | Дерри Сити | 1:2  | 2:0      | 3:2  |
| Лига Европы УЕФА | 2 квал. раунд | ДАК-1904   | 4:1  | 3:1      | 7:2  |
| Лига Европы УЕФА | 3 квал. раунд | Зенит      | 4:0  | 1:8      | 5:8  |

| Турнир           | Раунд         | Соперник         | Дома | В гостях   | Итог |
| ---------------- | ------------- | ---------------- | ---- | ---------- | ---- |
| Лига Европы УЕФА | 1 квал. раунд | Коннах Ки Номадс | 2:0  | 3:1        | 5:1  |
| Лига Европы УЕФА | 2 квал. раунд | Лех              | 1:1  | 1:3 (д.в.) | 2:4  |

### Сезон 2019/20
| Турнир              | Раунд         | Соперник  | Дома | В гостях | Итог |
| ------------------- | ------------- | --------- | ---- | -------- | ---- |
| Лига чемпионов УЕФА | 1 квал. раунд | Пяст      | 1:1  | 2:1      | 3:2  |
| Лига чемпионов УЕФА | 2 квал. раунд | Русенборг | 2:1  | 0:2      | 2:3  |
| Лига Европы УЕФА    | 3 квал. раунд | Сараево   | 0:0  | 2:1      | 2:1  |
| Лига Европы УЕФА    | 4 квал. раунд | Астана    | 2:0  | 0:3      | 2:3  |

| Турнир           | Раунд         | Соперник | Дома | В гостях | Итог |
| ---------------- | ------------- | -------- | ---- | -------- | ---- |
| Лига Европы УЕФА | 1 квал. раунд | КуПС     | 1:1  | 0:2      | 1:3  |

| Турнир           | Раунд         | Соперник   | Дома | В гостях | Итог |
| ---------------- | ------------- | ---------- | ---- | -------- | ---- |
| Лига Европы УЕФА | 1 квал. раунд | Хибернианс | 1:0  | 1:0      | 2:0  |
| Лига Европы УЕФА | 2 квал. раунд | Эсбьерг    | 2:0  | 0:0      | 2:0  |
| Лига Европы УЕФА | 3 квал. раунд | Торино     | 1:1  | 0:5      | 1:6  |

| Турнир           | Раунд         | Соперник | Дома | В гостях | Итог |
| ---------------- | ------------- | -------- | ---- | -------- | ---- |
| Лига Европы УЕФА | 1 квал. раунд | Лиепая   | 1:2  | 1:1      | 2:3  |

### Сезон 2020/21
| Турнир              | Раунд         | Соперник            | Итог |
| ------------------- | ------------- | ------------------- | ---- |
| Лига чемпионов УЕФА | 1 квал. раунд | Астана              | 6:3  |
| Лига чемпионов УЕФА | 2 квал. раунд | Сараево             | 2:1  |
| Лига чемпионов УЕФА | 3 квал. раунд | Маккаби (Тель-Авив) | 0:1  |
| Лига Европы УЕФА    | 4 квал. раунд | Лудогорец           | 0:2  |

| Турнир           | Раунд         | Соперник     | Итог |
| ---------------- | ------------- | ------------ | ---- |
| Лига Европы УЕФА | 2 квал. раунд | ЦСКА (София) | 0:2  |

| Турнир           | Раунд         | Соперник       | Итог           |
| ---------------- | ------------- | -------------- | -------------- |
| Лига Европы УЕФА | 1 квал. раунд | Сфынтул Георге | 0:0 (пен. 1:4) |

| Турнир           | Раунд         | Соперник | Итог |
| ---------------- | ------------- | -------- | ---- |
| Лига Европы УЕФА | 1 квал. раунд | Пяст     | 0:2  |

## 2020-е

### Сезон 2021/22
| Турнир                | Раунд         | Соперник  | Дома | В гостях | Итог |
| --------------------- | ------------- | --------- | ---- | -------- | ---- |
| Лига чемпионов УЕФА   | 1 квал. раунд | Лудогорец | 0:1  | 0:1      | 0:2  |
| Лига Конференций УЕФА | 2 квал. раунд | Фола      | 1:2  | 0:1      | 1:3  |

| Турнир                | Раунд         | Соперник        | Дома | В гостях | Итог |
| --------------------- | ------------- | --------------- | ---- | -------- | ---- |
| Лига Конференций УЕФА | 2 квал. раунд | Динамо (Батуми) | 1:4  | 1:0      | 2:4  |

| Турнир                | Раунд         | Соперник   | Дома | В гостях | Итог |
| --------------------- | ------------- | ---------- | ---- | -------- | ---- |
| Лига Конференций УЕФА | 2 квал. раунд | Копенгаген | 0:5  | 1:4      | 1:9  |

| Турнир                | Раунд         | Соперник | Дома | В гостях | Итог |
| --------------------- | ------------- | -------- | ---- | -------- | ---- |
| Лига Конференций УЕФА | 2 квал. раунд | Виктория | 1:2  | 1:2      | 2:4  |

### Сезон 2022/23
| Турнир                | Раунд         | Соперник | Дома | В гостях | Итог |
| --------------------- | ------------- | -------- | ---- | -------- | ---- |
| Лига чемпионов УЕФА   | 1 квал. раунд | Марибор  | 0:2  | 0:0      | 0:2  |
| Лига Конференций УЕФА | 2 квал. раунд | ЧФР Клуж | 0:0  | 0:1      | 0:1  |

| Турнир                | Раунд         | Соперник | Дома | В гостях | Итог |
| --------------------- | ------------- | -------- | ---- | -------- | ---- |
| Лига Конференций УЕФА | 2 квал. раунд | Арис     | 1:2  | 1:5      | 2:7  |

| Турнир                | Раунд         | Соперник  | Дома | В гостях | Итог |
| --------------------- | ------------- | --------- | ---- | -------- | ---- |
| Лига Конференций УЕФА | 2 квал. раунд | Коньяспор | 0:3  | 0:2      | 0:5  |

| Турнир                | Раунд               | Соперник | Дома | В гостях | Итог |
| --------------------- | ------------------- | -------- | ---- | -------- | ---- |
| Лига Конференций УЕФА | 1 квал. раунд       | Дечич    | 1:1  | 2:1      | 3:4  |
| 2 квал. раунд         | Хапоэль (Беэр-Шева) | 0:1      | 1:2  | 1:3      | 1:3  |

### Сезон 2023/24
| Турнир                | Раунд         | Соперник  | Дома | В гостях | Итог |
| --------------------- | ------------- | --------- | ---- | -------- | ---- |
| Лига чемпионов УЕФА   | 1 квал. раунд | Партизани | 2:0  | 1:1      | 3:1  |
| Лига чемпионов УЕФА   | 2 квал. раунд | Арис      | 3:5  | 2:6      | 5:11 |
| Лига Европы УЕФА      | 3 квал. раунд | Шериф     | 2:2  | 1:5      | 3:7  |
| Лига Конференций УЕФА | 4 квал. раунд | Балкани   | 1:0  | 1:4      | 2:4  |

| Турнир                | Раунд         | Соперник | Дома | В гостях | Итог |
| --------------------- | ------------- | -------- | ---- | -------- | ---- |
| Лига Конференций УЕФА | 2 квал. раунд | АЕК      | 2:3  | 1:1      | 3:4  |

| Турнир                | Раунд         | Соперник   | Дома | В гостях | Итог |
| --------------------- | ------------- | ---------- | ---- | -------- | ---- |
| Лига Конференций УЕФА | 1 квал. раунд | Железничар | 1:2  | 2:2      | 3:4  |

| Турнир                | Раунд         | Соперник | Дома | В гостях | Итог |
| --------------------- | ------------- | -------- | ---- | -------- | ---- |
| Лига Конференций УЕФА | 1 квал. раунд | / Вадуц  | 1:1  | 2:1      | 3:2  |
| Лига Конференций УЕФА | 2 квал. раунд | Бальцан  | 2:0  | 0:0      | 2:0  |
| Лига Конференций УЕФА | 3 квал. раунд | Целе     | 1:4  | 0:1      | 1:5  |

### Сезон 2024/25
| Турнир                | Раунд         | Соперник          | Дома | В гостях | Итог        |
| --------------------- | ------------- | ----------------- | ---- | -------- | ----------- |
| Лига чемпионов УЕФА   | 1 квал. раунд | Пюник             | 0:0  | 1:0      | 1:0         |
| Лига чемпионов УЕФА   | 2 квал. раунд | Лудогорец         | 1:0  | 0:2      | 1:2         |
| Лига Европы УЕФА      | 3 квал. раунд | Линкольн Ред Импс | 2:0  | 1:2      | 3:2         |
| Лига Европы УЕФА      | 4 квал. раунд | Андерлехт         | 0:1  | 0:1      | 0:2         |
| Лига Конференций УЕФА | Этап лиги     | Хартс             | 1:2  |          | 33/36 место |
| Лига Конференций УЕФА | Этап лиги     | ХИК               |      | 0:1      | 33/36 место |
| Лига Конференций УЕФА | Этап лиги     | Легия             |      | 0:4      | 33/36 место |
| Лига Конференций УЕФА | Этап лиги     | Копенгаген        | 1:2  |          | 33/36 место |
| Лига Конференций УЕФА | Этап лиги     | Ларн              | 2:0  |          | 33/36 место |
| Лига Конференций УЕФА | Этап лиги     | Панатинаикос      |      | 0:4      | 33/36 место |

| Турнир                | Раунд         | Соперник | Дома | В гостях | Итог |
| --------------------- | ------------- | -------- | ---- | -------- | ---- |
| Лига Конференций УЕФА | 2 квал. раунд | ЧФР Клуж | 0:5  | 0:0      | 0:5  |

| Турнир                | Раунд         | Соперник | Дома | В гостях | Итог |
| --------------------- | ------------- | -------- | ---- | -------- | ---- |
| Лига Конференций УЕФА | 1 квал. раунд | Милсами  | 2:4  | 0:0      | 2:4  |

| Турнир                | Раунд         | Соперник   | Дома | В гостях | Итог          |
| --------------------- | ------------- | ---------- | ---- | -------- | ------------- |
| Лига Конференций УЕФА | 1 квал. раунд | Ла Фьорита | 0:1  | 1:0      | 1:1 (2:4 пен) |

### Сезон 2025/26
| Турнир                | Раунд         | Соперник  | Дома       | В гостях | Итог |
| --------------------- | ------------- | --------- | ---------- | -------- | ---- |
| Лига чемпионов УЕФА   | 1 квал. раунд | Лудогорец | 2:2 (д.в.) | 0:1      | 2:3  |
| Лига Конференций УЕФА | 2 квал. раунд | Эгнатия   | 0:2        | 0:1      | 0:3  |

| Турнир                | Раунд         | Соперник | Дома | В гостях | Итог |
| --------------------- | ------------- | -------- | ---- | -------- | ---- |
| Лига Конференций УЕФА | 1 квал. раунд | Урарту   | 4:0  | 2:1      | 6:1  |
| Лига Конференций УЕФА | 2 квал. раунд | Кошице   | 1:1  | 3:2      | 4:3  |
| Лига Конференций УЕФА | 3 квал. раунд | Клаксвик |      | 0:2      |      |

| Турнир                | Раунд         | Соперник        | Дома | В гостях | Итог |
| --------------------- | ------------- | --------------- | ---- | -------- | ---- |
| Лига Конференций УЕФА | 1 квал. раунд | Работнички      | 3:0  | 1:0      | 4:0  |
| Лига Конференций УЕФА | 2 квал. раунд | Маккаби (Хайфа) | 1:1  | 0:3      | 1:4  |

| Турнир                | Раунд         | Соперник | Дома | В гостях | Итог |
| --------------------- | ------------- | -------- | ---- | -------- | ---- |
| Лига Конференций УЕФА | 1 квал. раунд | Сутьеска | 0:2  | 2:1      | 2:3  |